# Laffly S 25 T
Der Laffly S 25 T war eine von 1938 bis 1940 produzierte französische Radzugmaschine für Geschütze.

## Geschichte
Das Fahrzeug wurde ab 1937 entwickelt aufgrund einer Ausschreibung der französischen Armee für eine schwere Zugmaschine zum Ziehen der Canon de 105mm L 36 S, die gerade neu in das französische Heer eingeführt wurde. Nachdem der Prototyp (und zwei weitere Vorserienfahrzeuge) ausgiebig getestet waren, wurden 1938 105 Stück bestellt, die alle von der Firma Laffly zwischen Februar und Anfang Juni 1940 geliefert wurden. Die Fahrzeuge dienten zur Ausrüstung von 3 "Groupes" (entspricht Bataillonen) der Artillerie zu je 3 Batterien zu je 4 Geschützen. Jedes Geschütz erhielt ein Zugfahrzeug, auf dem die Bedienung (Fahrer und zwei Mann im Führerhaus, 8 auf der Ladefläche) transportiert wurde, ferner ein Munitionsfahrzeug mit 3 Mann im Führerhaus und 30 Schuss Munition auf der Ladefläche. Jede "Groupe" hatte des Weiteren 8 Zugmaschinen für Munitionsprotzen, sodass damit 96 der 105 bestellten Fahrzeuge zugewiesen waren. Die restlichen 9 der Bestellung von 105 Stück waren ursprünglich als Instandsetzungsreserve vorgesehen.  Sie fanden schließlich als Bergefahrzeuge für einige hastig im Mai/Juni 1940 aufgestellte Panzerjägerformationen, die mit Laffly W 15 TCC  ausgerüstet waren, Verwendung.
Soweit die Fahrzeuge mehr oder weniger unversehrt erbeutet wurden, wurden sie in der Wehrmacht zweckentsprechend weiterverwendet.

## Technische Details
Das Fahrzeug hatte den Vierzylinder-Otto-Motor von Laffly mit 3457 cm³ mit einer  Leistung von 60 PS bei 2500/min, Die Bohrung betrug 92 und der Hub 130 mm. Es hatte drei angetriebene Achsen (6×6). Vor der Vorderachse und zwischen Vorder- und erster Hinterachse waren kleine Hilfsräder angebracht, die ein Aufsitzen des Fahrzeugs in unebenem Gelände verhindern sollten. Das Getriebe hatte vier Vorwärtsgänge und einen Rückwärtsgang, dazu ein Vorgelegegetriebe. Die Nutzlast betrug 1,5 Tonnen, die Höchstgeschwindigkeit 40 km/h. Die angebaute Winde hatte eine Zugkraft von vier Tonnen, die Reifengröße war 230-20.